# باشگاه فوتبال استومبراس
باشگاه فوتبال استومبراس (انگلیسی: FC Stumbras) یک باشگاه فوتبال در شهر کاوناس، لیتوانی بود.
این باشگاه که در سال ۲۰۱۳ تأسیس و در سال ۲۰۱۹ منحل شده‌است سابقه قهرمانی در جام حذفی فوتبال لیتوانی در سال ۲۰۱۷ را در کارنامه دارد.